# Frederick Reines
Frederick Reines (Paterson, Nueva Jersey; 16 de marzo de 1918-Orange, California; 26 de agosto de 1998) fue un físico estadounidense, coganador en 1995 del Premio Nobel de Física por la detección del antineutrino en el experimento del neutrino junto con Clyde Cowan, que para 1995 ya había fallecido. Es considerado el único científico en la historia íntimamente asociado con el descubrimiento y la subsiguiente investigación de una partícula elemental.

## Biografía
Reines nació en el seno de una familia de judíos emigrados desde Rusia a Estados Unidos, fue el más joven de cuatro hijos. Reines y su familia se mudaron a Nueva York, donde pasó mucho de su niñez en una pequeña ciudad, Hillburn, celebrando las festividades del 4 de julio.
Tuvo una niñez sencilla, en la que la música constituyó casi su único interés -poseía una hermosa voz de barítono y llegó a interpretar algún papel en el mesías de Handel- hasta que, un día, observando el amanecer por la ventana, vio algo que no supo explicar en aquel entonces, el fenómeno de difracción de la luz.
Reines tenía pasión por entender, crear, y construir cosas, y exhibió su amor a la ciencia durante sus primeros años de adolescencia. Fue un estudiante de la Union Hill High School de North Bergen. Ingresó en el Stevens Institute of Technology para continuar sus estudios de ingeniería científica, y allí, su interés por la música -que ya se había manifestado durante su niñez- le hizo replantearse su carrera, considerando seriamente la posibilidad de hacerse cantante lírico de forma profesional. En el período comprendido entre 1939 y 1941 se graduó en ingeniería y en física matemática, y contrajo matrimonio con Sylvia Samuels, quien le dio dos hijos.
Doctorado por la Universidad de Nueva York en 1944, se especializó en física nuclear. En 1944-59 trabajó en el laboratorio de Los Álamos, Richard Feynman lo reclutó para unirse al Proyecto Manhattan. Trabajó en el Grupo T-4 (Problemas de Difusión) de Feynman, en la División Teórica de Hans Bethe.  En 1951 dirigió las pruebas nucleares de la Operación Invernadero en el Pacífico. En 1956, Reines y Clyde Cowan confirmaron experimentalmente la existencia del neutrino. En 1995 recibieron el Premio Nobel de Física por este descubrimiento. Reines fue elogiado por estar "tan íntimamente asociado con el descubrimiento de una partícula elemental y la posterior investigación exhaustiva de sus propiedades fundamentales".
Y de 1966 a 1988 fue profesor en la Universidad de California, donde fue jefe del departamento de física (1966-74). Miembro de la Academia de Ciencias de EE. UU., recibió numerosos galardones por sus contribuciones. En 1995 le fue otorgado el premio Nobel de física por el descubrimiento de las partículas subatómicas neutrino y tau, que compartió con M.Perl.
Murió de causas naturales en Orange (California) a los 80 años.

## Premios y reconocimientos
- Miembro de Sigma Xi, 1944
- Tau Beta Pi, the national engineering honor society.
- Conferenciante del Centenario, Universidad de Maryland, 1956
- Miembro de la Sociedad Estadounidense de Física, 1957
- Beca Guggenheim, 1958-1959
- Beca Sloan (Fundación Alfred P. Sloan), 1959-1963
- Miembro de la Academia Estadounidense de las Artes y las Ciencias, 1966
- Doctor honoris causa en Ciencias por la Universidad del Witwatersrand, Johannesburgo, Sudáfrica, 1966
- Phi Beta Kappa, 1969
- Premio de Honor Stevens, 1971
- Distinguished Faculty Lecturer, Universidad de California en Irvine, 1979.
- Miembro de la Asociación Estadounidense para el Avance de la Ciencia, 1979
- Miembro de la Academia Nacional de Ciencias, 1980
- Premio en memoria de J. Robert Oppenheimer, 1981
- Doctor honoris causa en Ingeniería, Stevens Institute of Technology, 1984
- Medalla a la investigación destacada, Universidad de California, Irvine, 1985
- Medalla Nacional de Ciencias, 1985
- L.I. Schiff Memorial Lecturer, Universidad de Stanford, 1988
- Albert Einstein Memorial Lecturer, Academia Israelí de Ciencias y Humanidades, Jerusalén, 1988
- Premio Bruno Rossi, Sociedad Astronómica Estadounidense, 1989
- Premio Michelson-Morley, 1990
- Conferenciante en memoria de Goudsmidt, 1990
- Placa de la Universidad de Nueva York, 1990
- Premio al alumno distinguido, Universidad de Nueva York, Facultad de Artes y Ciencias, 1990
- Premio WKH Panofsky, 1992
- La Medalla Franklin, otorgada por el Comité de Ciencias y Artes del Instituto Benjamin Franklin, 1992
- Miembro extranjero de la Academia Rusa de Ciencias, 1994